# Лахи (Витебская область)
Лахи (бел. Ла́хі) — деревня в Городокском районе Витебской области Белоруссии. Входит в состав Бычихинского сельсовета.
Находится в 8 верстах южнее посёлка Езерище.